# Wales Coast Path
Het Wales Coast Path (Welsh: Llwybr Arfordir Cymru) is een langeafstandswandelpad langs de kust van Wales.
Het wandelpad heeft een lengte van 870 Miles (1400 km) en loopt van Chepstow in het zuiden naar Queensferry in het noorden.

## Secties
Het Wales Coast Path kan ingedeeld worden in een aantal individuele wandelpaden (van noord naar zuid):
| Sectie                                                                               | Afstand            | Opmerkingen                                                                              | Bestuurlijk gebied | Route                                |
| North Wales Coast & Dee Estuary North Wales Coast Path                               | 68 miles (109 km)  | Het North Wales Path, geopend 1997, loopt gedeeltelijk over deze route.                  | Flintshire: 27 miles (43 km) Denbighshire: 7 miles (11 km) Conwy: 35 miles (56 km)                                                                | North Wales Path                     |
| Isle of Anglesey Anglesey Coastal Path                                               | 132 miles (212 km) | Het Anglesey Coastal Path werd geopend in 2006.                                          | Isle of Anglesey | Anglesey Coastal Path                |
| Menai, Llŷn & Meirionnydd Llŷn Coastal Path                                          | 189 miles (304 km) | Llŷn Coastal Path 91 miles (146 km), geopend 2006 en uitgebreid tot de rest van Gwynedd. | Gwynedd | Llŷn Coastal Path                    |
| Ceredigion Ceredigion Coast Path                                                     | 72 miles (116 km)  | Ceredigion Coast Path geopend 2008.                                                      | Powys: 5 miles (8 km) Ceredigion: 67 miles (108 km)                                                                                               | Ceredigion Coast Path                |
| Pembrokeshire Pembrokeshire Coast Path                                               | 186 miles (299 km) | Pembrokeshire Coast Path is een National Trail, geopend in 1970.                         | Pembrokeshire | Pembrokeshire Coast Path             |
| Carmarthenshire                                                                      | 68 miles (109 km)  | Millennium Coastal Park, 13 miles (21 km), nabij Llanelli, geopend 2002                  | Carmarthenshire | Carmarthenshire                      |
| Gower & Swansea Bay Gower and Swansea Bay Coast Path                                 | 71 miles (114 km)  | Gower Coast Path (Informele route, 2005)                                                 | Swansea: 56 miles (90 km) Neath Port Talbot: 16 miles (26 km)                                                                                     | Gower and Swansea Bay                |
| South Wales Coast & Severn Estuary South Wales Coast and Severn Estuary Coastal Path | 97 miles (156 km)  | Paden langs de kust (Valeways Millennium Heritage Trail), geopend 2001.                  | Bridgend: 12 miles (19 km) Vale of Glamorgan: 38 miles (61 km) Cardiff: 9 miles (14 km) Newport: 26 miles (42 km) Monmouthshire: 15 miles (24 km) | South Wales Coast and Severn Estuary |